# Haramont
Haramont és un municipi francès situat al departament de l'Aisne i a la regió dels Alts de França. L'any 2007 tenia 602 habitants.

## Demografia

### Població
El 2007 la població de fet de Haramont era de 602 persones. Hi havia 223 famílies de les quals 36 eren unipersonals (12 homes vivint sols i 24 dones vivint soles), 80 parelles sense fills, 103 parelles amb fills i 4 famílies monoparentals amb fills.
La població ha evolucionat segons el següent gràfic:
Habitants censats

### Habitatges
El 2007 hi havia 256 habitatges, 219 eren l'habitatge principal de la família, 20 eren segones residències i 18 estaven desocupats. 248 eren cases i 8 eren apartaments. Dels 219 habitatges principals, 185 estaven ocupats pels seus propietaris, 24 estaven llogats i ocupats pels llogaters i 10 estaven cedits a títol gratuït; 2 tenien una cambra, 3 en tenien dues, 38 en tenien tres, 74 en tenien quatre i 102 en tenien cinc o més. 156 habitatges disposaven pel capbaix d'una plaça de pàrquing. A 93 habitatges hi havia un automòbil i a 107 n'hi havia dos o més.

### Piràmide de població
La piràmide de població per edats i sexe el 2009 era:
| Homes | Edats   | Dones |
| ----- | ------- | ----- |
| 0     | 95 o +  | 0     |
| 0     | 90 a 94 | 0     |
| 0     | 85 a 89 | 0     |
| 0     | 80 a 84 | 8     |
| 0     | 75 a 79 | 8     |
| 8     | 70 a 74 | 12    |
| 20    | 65 a 69 | 12    |
| 28    | 60 a 64 | 20    |
| 16    | 55 a 59 | 12    |
| 8     | 50 a 54 | 20    |
| 24    | 45 a 49 | 12    |
| 20    | 40 a 44 | 12    |
| 20    | 35 a 39 | 40    |
| 28    | 30 a 34 | 32    |
| 24    | 25 a 29 | 16    |
| 20    | 20 a 24 | 8     |
| 28    | 15 a 19 | 16    |
| 8     | 10 a 14 | 24    |
| 16    | 5 a 9   | 56    |
| 28    | 0 a 4   | 20    |

## Economia
El 2007 la població en edat de treballar era de 374 persones, 273 eren actives i 101 eren inactives. De les 273 persones actives 247 estaven ocupades (140 homes i 107 dones) i 26 estaven aturades (12 homes i 14 dones). De les 101 persones inactives 25 estaven jubilades, 41 estaven estudiant i 35 estaven classificades com a «altres inactius».

### Ingressos
El 2009 a Haramont hi havia 214 unitats fiscals que integraven 611,5 persones, la mediana anual d'ingressos fiscals per persona era de 18.974 €.

### Activitats econòmiques
Dels 11 establiments que hi havia el 2007, 2 eren d'empreses de fabricació d'altres productes industrials, 4 d'empreses de construcció, 2 d'empreses de comerç i reparació d'automòbils, 1 d'una empresa de transport, 1 d'una empresa de serveis i 1 d'una empresa classificada com a «altres activitats de serveis».
Dels 3 establiments de servei als particulars que hi havia el 2009, 2 eren paletes i 1 lampisteria.

## Equipaments sanitaris i escolars
El 2009 hi havia una escola elemental integrada dins d'un grup escolar amb les comunes properes formant una escola dispersa.

## Poblacions més properes
El següent diagrama mostra les poblacions més properes.